# باول ويد
باول ويد (بالإنجليزية: Paul Wade)‏ (20 مارس 1962 بتشيشير في المملكة المتحدة - ) هو لاعب كرة قدم أسترالي في مركز الوسط، شارك في الألعاب الأولمبية الصيفية 1988. وشارك مع منتخب أستراليا لكرة القدم. أما مع النوادي، فقد لعب مع نادي جنوب ملبورن وبرونزويك يوفنتوس جونيورز ‏ وGreen Gully SC ‏ وكانبرا كوزموز ‏ وهايدلبرغ يونايتد ‏.

## وصلات خارجية
- باول ويد على موقع قاعدة بيانات كرة القدم.إي يو (الإنجليزية)
- باول ويد على موقع ناشيونال فوتبول تيمز (الإنجليزية)
- باول ويد على موقع أوليمبيديا (الإنجليزية)
- باول ويد على موقع اللجنة الأولمبية الأسترالية (الإنجليزية)